# Sportshopen
Sportshopen, Swedemount Sportswear & Fashion AB, Sportshopen, är en kedja med affärer för fritidskläder, skor samt sportutrustning med huvudkontor i Grebbestad i Tanums kommun. 
Sportshopen har 21 butiker i Sverige och e-handel i stora delar av Europa. Företaget har näst flest anställda av företagen i Tanums kommun.

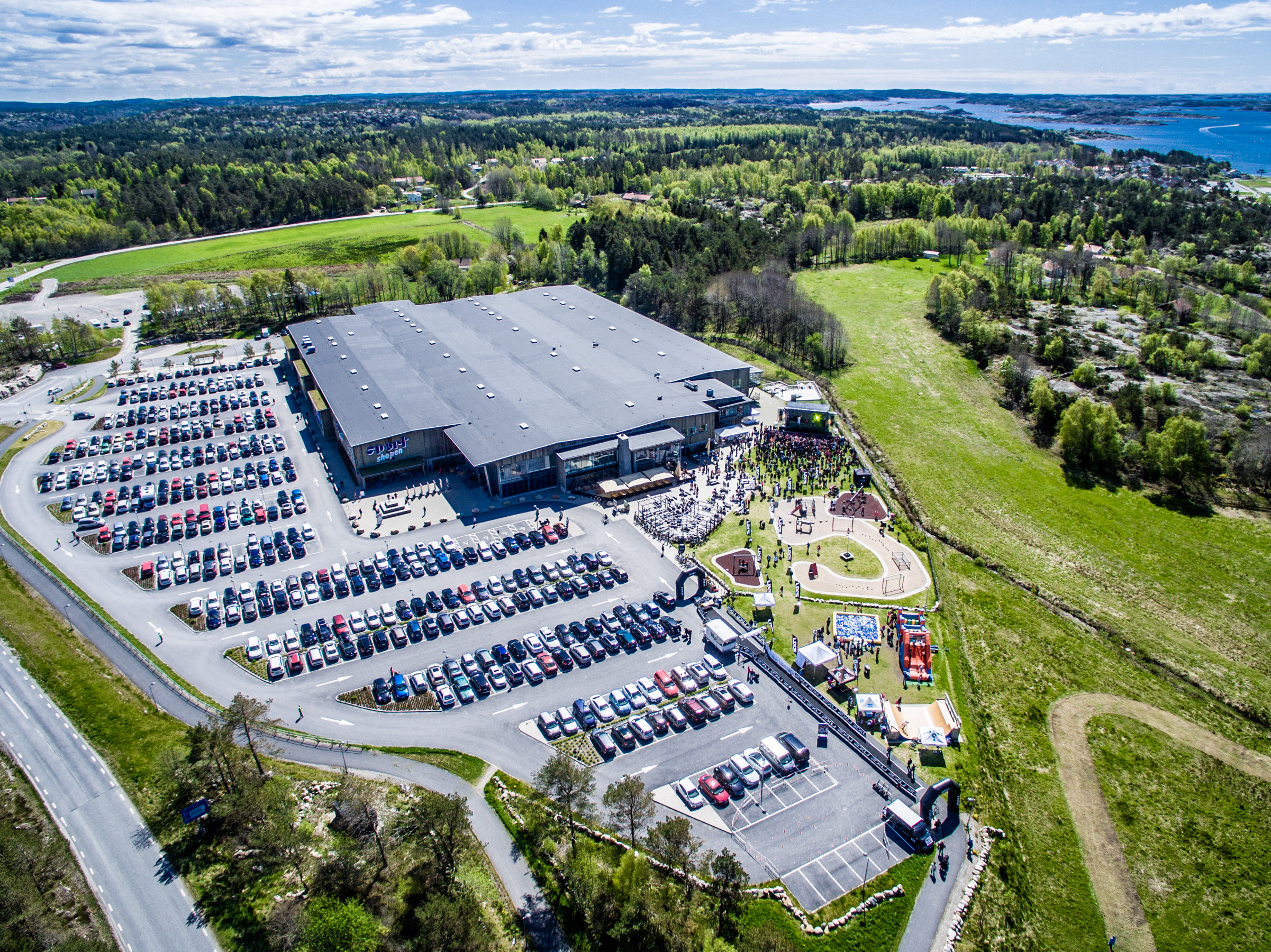
Sportshopen i Grebbestad

Sportshopens största varuhus ligger vid Rörvik utanför Grebbestad och har 8.000 kvadratmeter butiksyta. Det öppnade 2012 och har gjort sig känt för en stor installation av glaskonst av Kjell Engman vid och i kundtoaletterna. På sommaren finns det även ställplatser för husbilar och husvagnar, 2 st padelbanor och ett stort aktivitetsområde med klätterbanor och hoppborgar.